# 宇品線 (廣島電鐵)
宇品線（日语：／ Ujina sen */?）是廣島電鐵擁有的電車路線之一。
路線由本線分支處作起點，連接廣島市核心商業區紙屋町與廣島港兩地。路線途經鯉城通（國道54號）、千田通（廣島縣道243號廣島港線）和宇品通（國道487號），以上路段是共用行車道區間。在廣島港附近路段使用專用路軌，與廣島南道路與臨港道路並行。
在廣電本社前設有車廠（千田車廠），因此有許多列車從廣電本社前出發或為終點站。在宇品三丁目至宇品五丁目各站設有安全島的短電車站。

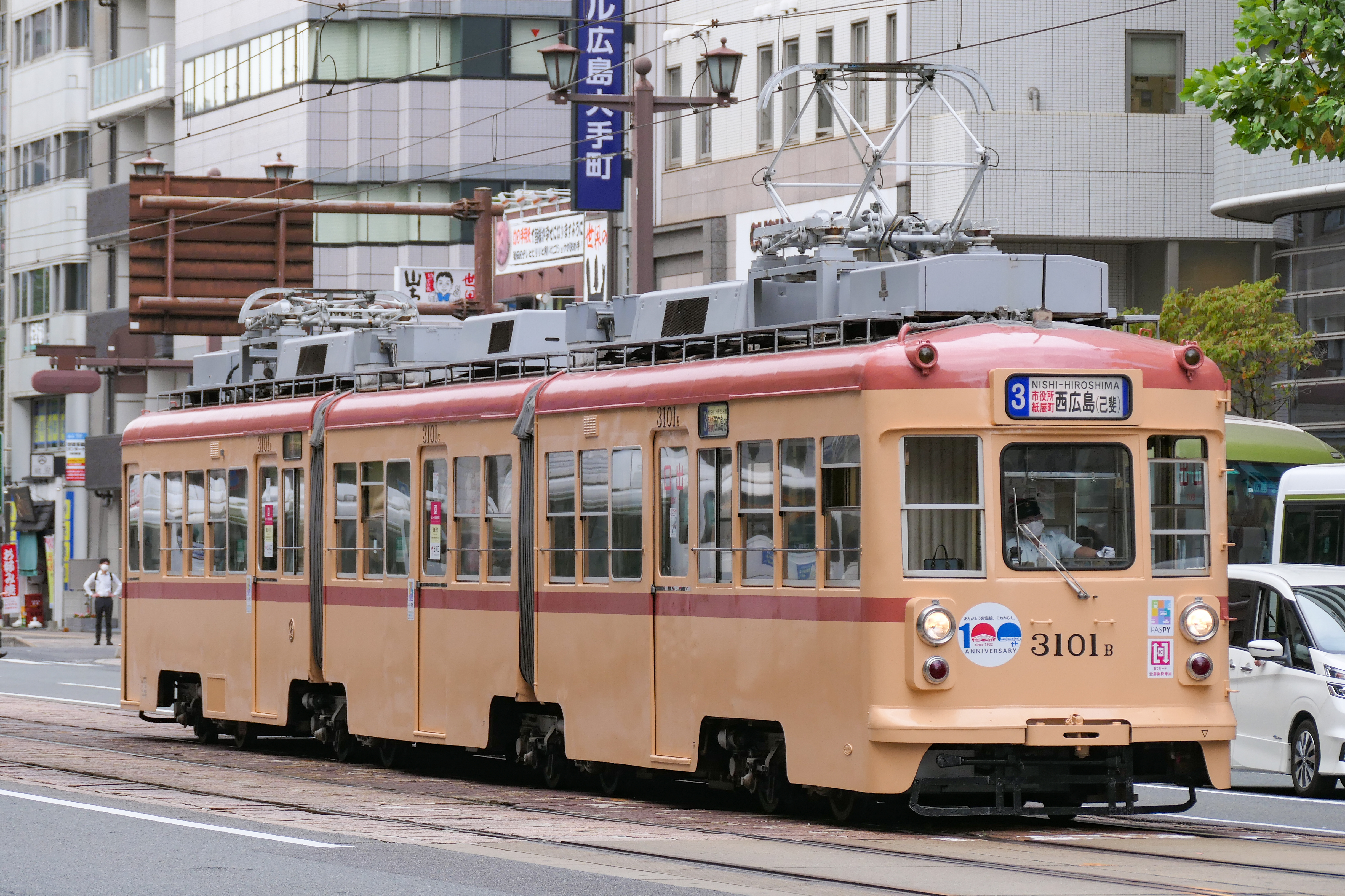
袋町停留場至中電前停留場間的廣島電鐵3100型電車 (2022年10月)

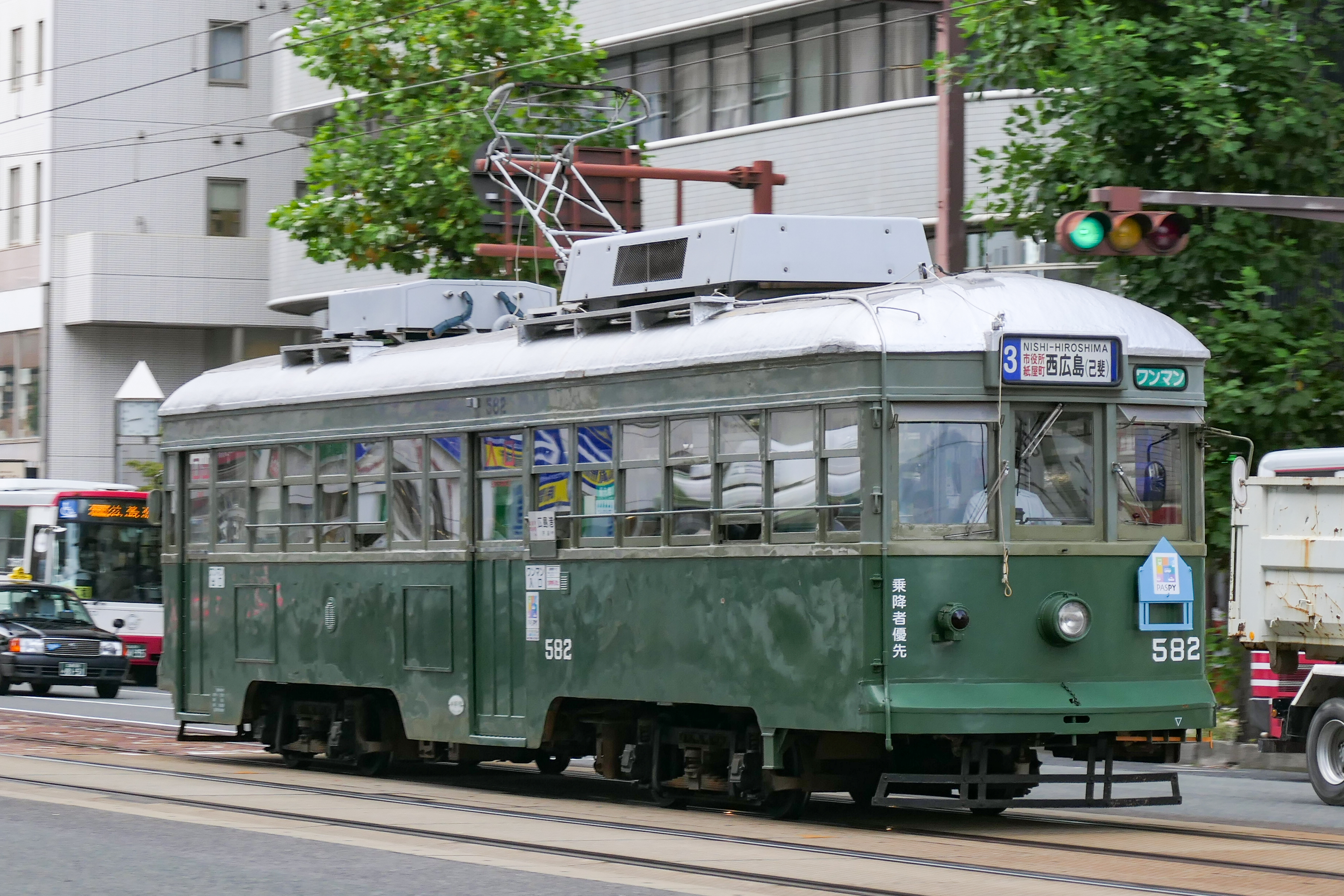
袋町停留場至中電前停留場間的廣島電鐵570型電車 (2022年10月)

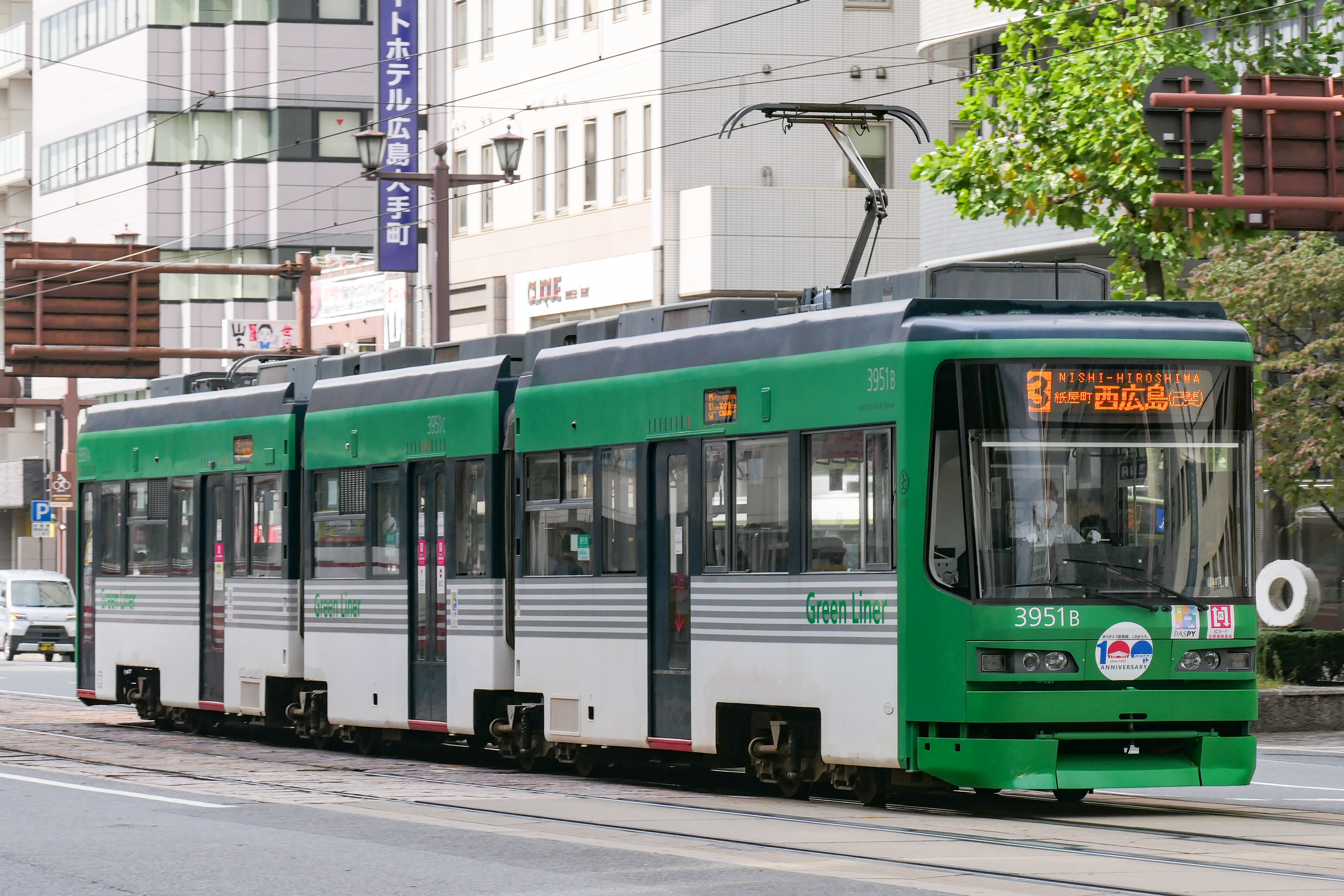
袋町停留場至中電前停留場間的廣島電鐵3950型電車 (2022年10月)

### 路線資料
- 路線距離（營業距離）：5.9公里
- 軌距：1435毫米
- 車站數目：19個（包括起終點站，紙屋町上有兩座車站重複，因此視作一座車站）
- 雙線區間：全線
- 電氣化區間：全線（直流600V）

## 運行形態
在市內線8個系統中，有4系統行經宇品線。行走整條路線的系統只有1號線和3號線。7號線於廣電本社前折返。5號線在皆實町六丁目直通至皆實線。
另外也設有「0號」電車，於日赤醫院前或廣電本社前出發或為終點站（基本上為千田車廠出入車廠電車）。

## 歷史

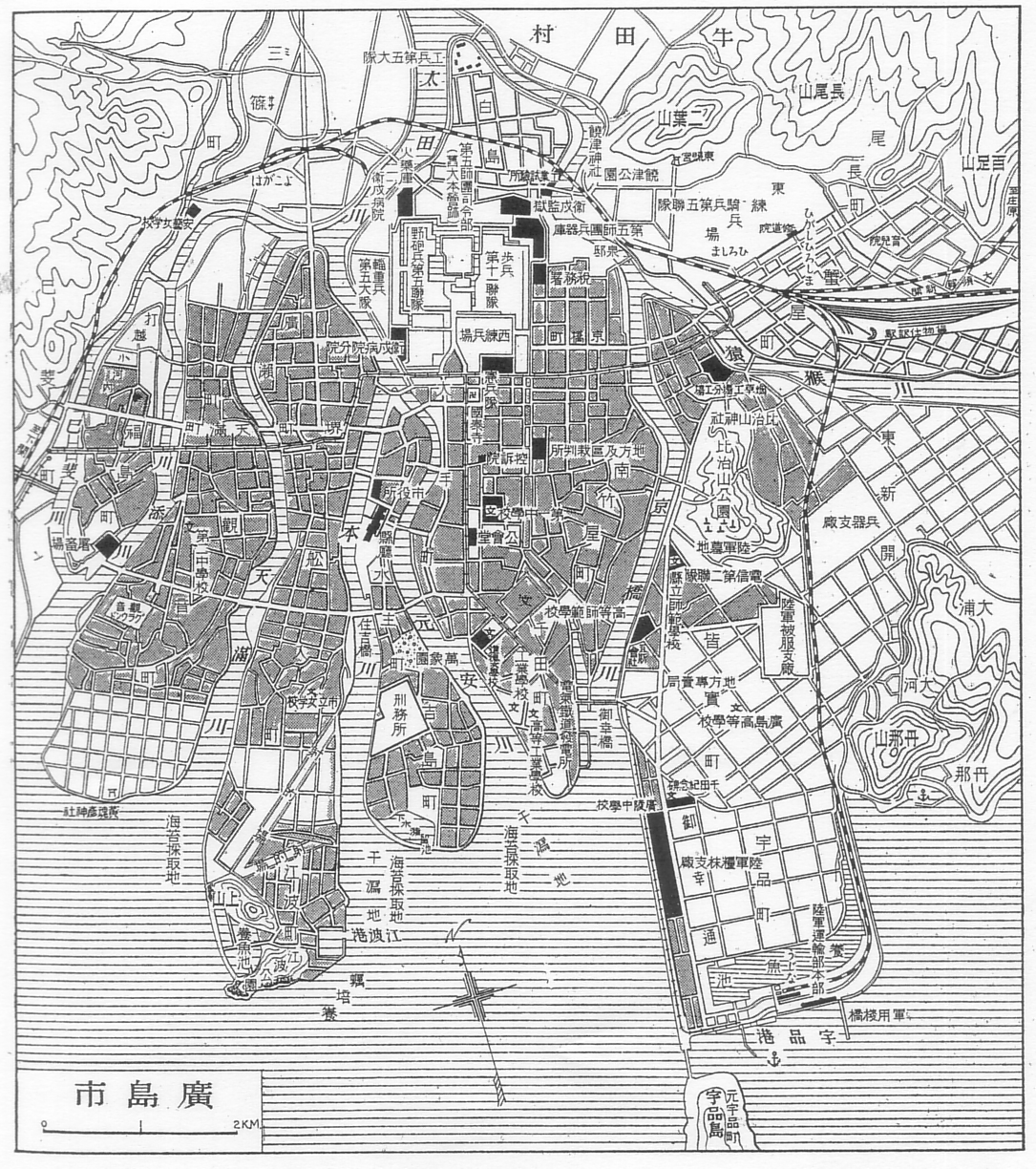
1930年（昭和初頭）的廣島市地圖 / 在地圖內標示了廣電宇品線的舊線位置

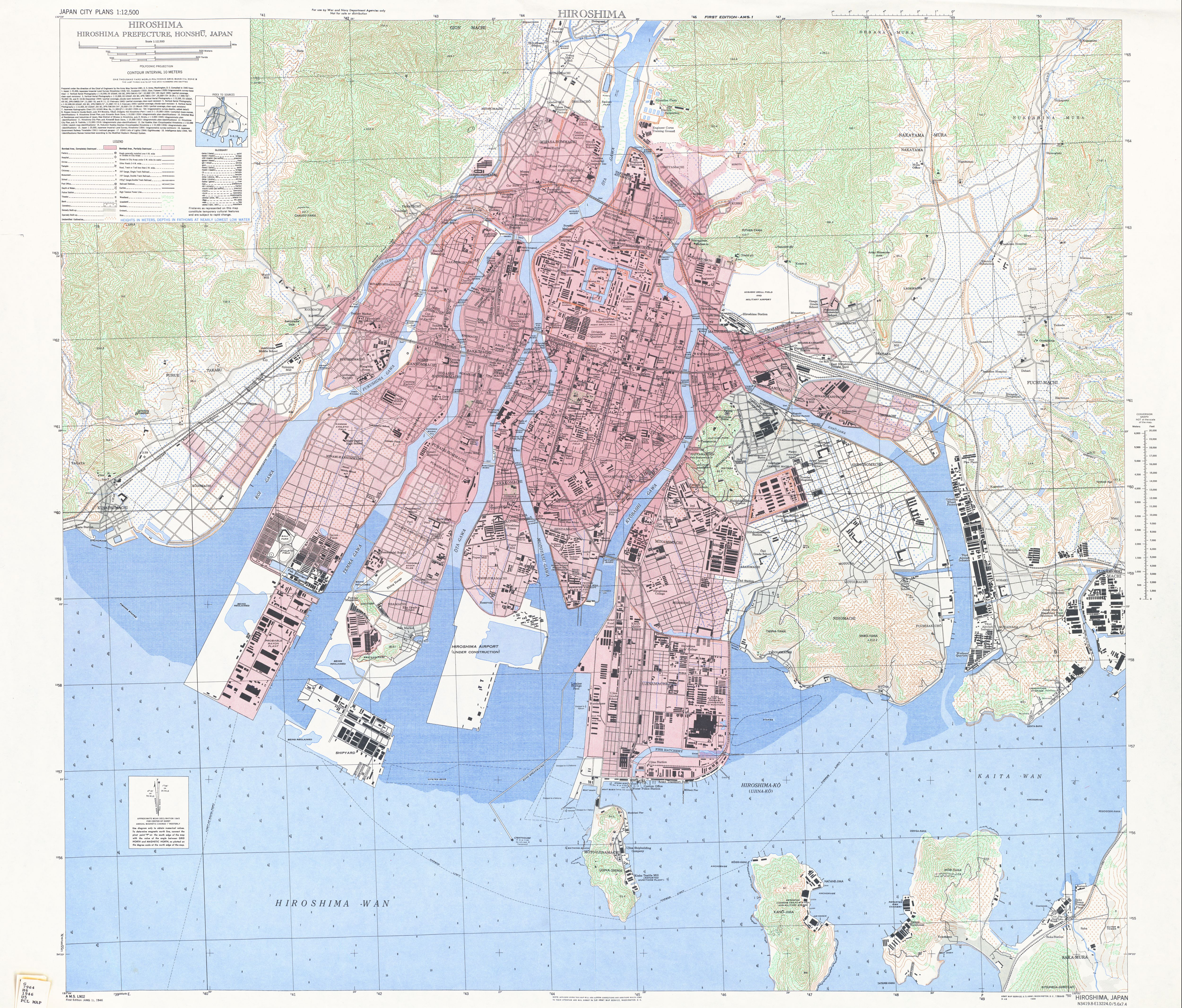
1945年由美軍製作的廣島市地圖 / 標示了戰前宇品通的路線

- 1912年（大正元年）11月23日 紙屋町至鷹野橋至御幸橋西詰（現時：御幸橋）之間開通。當時紙屋町至鷹野橋名為「西塔川線」，鷹野橋至御幸橋西詰名為「御幸橋線」。
- 1915年（大正4年）4月8日 御幸橋東詰（後來改名為專賣局前，現時位於皆實町六丁目附近）至宇品終點（現時位於海岸通附近）之間開通。與現時的走線相異，路線途經宇品地區西邊堤防（堤防下線）。御幸橋西詰至御幸橋東詰之間步行轉乘。
- 1919年（大正8年）5月25日 御幸橋電車專用橋開通[2]。御幸橋西詰至專賣局前之間開通，取消步行轉乘。
- 1935年（昭和10年）12月27日 專賣局前至宇品終點之間廢止，在宇品通上行走的皆實町（現時：皆實町六丁目）至向宇品口（現時：元宇品口）之間使用現時的走線。
- 1945年（昭和20年）
  - 8月6日 被投下原子彈，全線不能通行。
  - 8月18日 電鐵前（現時：廣電本社前）至向宇品口之間重開。
  - 9月12日 紙屋町至電鐵前之間以單線鐵路重開。紙屋町至向宇品口之間開始折返運輸。
- 1946年（昭和21年）1月7日 開設直通至本線的班次。
- 1951年（昭和26年）4月1日 向宇品口至宇品（第一代）之間開通。
- 1958年（昭和33年）6月20日 在上午繁忙時間，開設宇品十三丁目（現時：宇品二丁目）至草津（宮島線）之間的直通運輸班次。
- 1967年（昭和42年）10月1日 宇品電車站（第2代）遷移。路線延長0.2公里。
- 1968年（昭和43年）6月1日 1號線宇品至廣島站前、2號線廣島站前至己斐、3號線己斐至宇品，三線由循環式路線改為獨立路線。
- 1999年（平成11年）當年時間表修正中，1號線、3號線於上午繁忙時間中，一卡編成的電車不會有車長乘務。
- 2001年（平成13年）
  - 4月10日 廣島站前至本通之間的車費暫時減至120日圓（當初預計實施半年，後來再延長半年至2002年（平成14年）4月9日）。
  - 11月1日 廣島大學前、向宇品口和宇品電車站分別改名為日赤醫院前、元宇品口和廣島港電車站。於東西兩處均設有電車站的紙屋町電車站在旅客資訊上名為紙屋町西、紙屋町東電車站。
- 2002年（平成14年）8月31日 宇品五丁目至海岸通之間的競輪場入口電車站（日语：競輪場入口停留場）廢止，海岸通電車站向宇品五丁目遷移0.1公里。
- 2003年（平成15年）
  - 3月29日 廣島港電車站遷新（第3代，現時的電車站）。路線延長0.2公里。
  - 4月20日 在平日上午繁忙時間，從宮島線前往宇品二丁目的班次延伸至廣島港。並於廣島港開設折返班次前往廣電宮島口。
- 2009年（平成21年）10月26日 實施時間表修正，平日上午繁忙時間取消從宮島線前往日赤醫院前的班次，平日上午從廣島港出發前往廣電宮島口的班次，平日黃昏從商工中心入口出發前往廣電本社前的班次，以及從廣電本社前前往廣電宮島口的班次（前往宮島線的直通電車均縮短至於廣電西廣島拆返）
- 2013年（平成25年）11月11日 實施時間表修正，平日上午繁忙時間取消從宮島線前往廣島港的直通電車班次（宮島線直通至宇品線的班次只會前往廣電本社前）。

## 未來計劃
在2019年4月，廣島電鐵計劃延長宇品線至廣島市南區出島地區的填海區。把現時宇品線終點廣島港站向南延長至廣島市立廣島特別支援學校南邊填海地，延長區間全長1.2公里，於新總站處興建新車廠。工程計劃在2024年度後完成。

## 電車站列表
所有電車站都位於廣島縣廣島市內。
| 車站編號     | 中文站名       | 日文站名     | 英文站名     | 營業距離     | 營業距離     | 系統         | 系統         | 系統         | 系統         | 接續路線                                                                                                | 所在地                                                                                                  |
| 車站編號     | 中文站名       | 日文站名     | 英文站名     | 站間         | 累計         | 系統         | 系統         | 系統         | 系統         | 接續路線                                                                                                | 所在地                                                                                                  |
| ------------ | -------------- | ------------ | ------------ | ------------ | ------------ | ------------ | ------------ | ------------ | ------------ | --- | --- |
| 直通運行路段 | 直通運行路段   | 直通運行路段 | 直通運行路段 | 直通運行路段 | 直通運行路段 | 直通運行路段 | 直通運行路段 | 直通運行路段 | 直通運行路段 | 本線 途經八丁堀至廣島站 本線 途經十日市町、土橋至廣電西廣島（己斐）站 本線、橫川線 途經十日市町至橫川站 | 本線 途經八丁堀至廣島站 本線 途經十日市町、土橋至廣電西廣島（己斐）站 本線、橫川線 途經十日市町至橫川站 |
| M07 M08      | 紙屋町         |              |              | -            | 0.0          | 0            | 1            | 3            | 7            | 廣島電鐵： 本線 廣島高速交通：廣島新交通1號線（Astram線） ⇒ 縣廳前                                      | 中區 |
| U01          | 本通           |              |              | 0.2          | 0.2          | 0            | 1            | 3            | 7            | 廣島高速交通：廣島新交通1號線（Astram線） ⇒ 本通                                                        | 中區 |
| U02          | 袋町           |              |              | 0.3          | 0.5          | 0            | 1            | 3            | 7            | | 中區 |
| U03          | 中電前         |              |              | 0.3          | 0.8          | 0            | 1            | 3            | 7            | | 中區 |
| U04          | 市役所前       |              |              | 0.3          | 1.1          | 0            | 1            | 3            | 7            | | 中區 |
| U05          | 鷹野橋         |              |              | 0.4          | 1.5          | 0            | 1            | 3            | 7            | | 中區 |
| U06          | 日赤醫院前     |              |              | 0.2          | 1.7          | 0            | 1            | 3            | 7            | | 中區 |
| U07          | 廣電本社前     |              |              | 0.4          | 2.1          | 0            | 1            | 3            | 7            | | 中區 |
| U08          | 御幸橋         |              |              | 0.2          | 2.3          | 0            | 1            |              | 7            | | 中區 |
| U09          | 皆實町六丁目   |              |              | 0.5          | 2.8          | 0            | 1            | 5            | 7            | 廣島電鐵：皆實線 皆實線（直通運行至廣島站）                                                             | 南區 |
| U10          | 廣大附屬學校前 |              |              | 0.3          | 3.2          | 0            | 1            | 5            | 7            | | 南區 |
| U11          | 縣醫院前       |              |              | 0.3          | 3.5          | 0            | 1            | 5            | 7            | | 南區 |
| U12          | 宇品二丁目     |              |              | 0.3          | 3.8          | 0            | 1            | 5            | 7            | | 南區 |
| U13          | 宇品三丁目     |              |              | 0.2          | 4.0          | 0            | 1            | 5            | 7            | | 南區 |
| U14          | 宇品四丁目     |              |              | 0.4          | 4.4          | 0            | 1            | 5            | 7            | | 南區 |
| U15          | 宇品五丁目     |              |              | 0.2          | 4.7          | 0            | 1            | 5            | 7            | | 南區 |
| U16          | 海岸通         |              |              | 0.5          | 5.1          | 0            | 1            | 5            | 7            | | 南區 |
| U17          | 元宇品口       |              |              | 0.3          | 5.4          | 0            | 1            | 5            | 7            | | 南區 |
| U18          | 廣島港（宇品） |              |              | 0.5          | 5.9          | 0            | 1            | 5            | 7            | | 南區 |

### 舊線時代
電車站名稱取自啟用一刻
（御幸橋之間省略）
御幸橋 - 御幸橋（東詰） - 糧秣支廠北裏門 - 糧秣支廠西裏門 - 西土手五丁目 - 向宇品口 - 御幸松 - 宇品

## 注腳
1. ↑  在廣島電鐵電車的車站稱為「電車站」，在鐵路線（即宮島線）的車站稱為「站」或「車站」。
2. ↑  広島電鉄. .   [2012-06-04]. （原始内容存档于2013-07-29）.
3. ↑  . 中国新聞. 2019-04-27  [2020-04-27]. （原始内容存档于2019-04-27） （日语）.
4. ↑   (PDF). 広島電鉄.   [2025-07-10].

## 外部連結
- 宇品線 （页面存档备份，存于）（日語）
- 宇品線1、宇品線2『大廣島市街地圖 : 番地入』1940年（國立國會圖書館近代數碼化收藏）1940年的路線圖。標記為電車站